# Mieczysław Seweryn Kwilecki
Mieczysław Seweryn Maria Kwilecki herbu Bieliny (ur. 4 sierpnia 1895 w Grodźcu, zm. wiosną 1940 w Charkowie) – polski szlachcic, hrabia, ziemianin, hodowca, ostatni właściciel majątków Gosławice i Maliniec, powstaniec wielkopolski, uczestnik wojny polsko-bolszewickiej, członek Polskiej Organizacji Wojskowej, współzałożyciel 2 Pułku Ułanów Wielkopolskich, żołnierz 2 Pułku Ułanów Legionów Polskich i 16 Pułku Ułanów Wielkopolskich, adiutant generała Józefa Hallera, porucznik rezerwy, działacz społeczny, członek Związku Ziemian, Ligi Morskiej i Kolonialnej w Koninie, Związku Polskich Kawalerów Maltańskich, kierownik oddziału Polskiego Towarzystwa Gimnastycznego „Sokół” w Malińcu, prezes OSP Gosławice, ofiara zbrodni komunistycznych.

## Życiorys
Był synem Kazimierza Kwileckiego herbu Bieliny i Marii Karskiej herbu Jastrzębiec. Miał młodszego brata – Stanisława Franciszka Kwileckiego.
Dzieciństwo spędził w Grodźcu. Początkowo pobierał nauki w rodzinnym domu, by po jakimś czasie kształcić się w prowadzonej przez zakonników szkole w Maredsous w Belgii. Następnie przez krótki czas, do 1911 roku, uczęszczał do Zakładu Naukowo-Wychowawczego OO. Jezuitów w Bąkowicach pod Chyrowem. W późniejszym okresie rozpoczął naukę prawdopodobnie w III Gimnazjum w Krakowie (z ośmiu klas miał ukończyć siedem). Przez dwa lata, jako wolny słuchacz, uczęszczał również na kursy rolne przy Muzeum Przemysłu i Rolnictwa w Warszawie. Dzięki intensywnej edukacji opanował trzy języki obce: francuski, rosyjski i niemiecki.
Prawdopodobnie w 1916 roku wstąpił w szeregi Polskiej Organizacji Wojskowej. W 1916 roku miał również zostać żołnierzem 2 Pułku Ułanów Legionów Polskich. W ramach tego Pułku do 1 lipca 1917 roku odbywał służbę garnizonową. Przerwał ją jednak z powodu mającej się odbyć przysięgi na wierność państwom centralnym. Pod koniec wojny odbył dwuletnie praktyki rolne w dawnym Królestwie Polskim i na terenie Prowincji Poznańskiej w majątku Stanisława Łąckiego w Posadowie. Po kapitulacji Niemiec, na polecenie swojego pracodawcy, uczestniczył w licytacjach koni, które następnie trafiły do majątku w Posadowie.
Przyłączył się do powstających niemieckich Rad Żołnierskich, celem werbowania ochotników do przygotowywanego w Wielkopolsce powstania. 27 grudnia 1918 roku wstąpił spontanicznie do organizowanego polskiego oddziału powstańczego. 29 grudnia 1918 roku, wraz ze Stanisławem Korzbok-Łąckim, rozpoczął przygotowania do organizacji oddziału, do którego przyłączali się byli kawalerzyści armii niemieckiej oraz inni ochotnicy. W późniejszym czasie sformował również ochotniczy szwadron kawalerii, który wszedł w skład 2 Pułku Ułanów Wielkopolskich (przemianowanego następnie na 16 Pułk Ułanów Wielkopolskich).
Podczas powstania wielkopolskiego uczestniczył w rozbrajaniu Niemców w Posadowie, Lwówku, Koninie i Pakosławiu oraz w uwalnianiu jeńców rosyjskich.
14 października 1919 roku został odkomenderowany do komisji zakupu koni dla Armii Wielkopolskiej. Zwierzęta pochodziły od demobilizujących się wojsk brytyjskich, a sprzedaż odbywała się w Kolonii i Paryżu.
Od 4 grudnia 1919 do 4 marca 1920 roku kontynuował służbę oficera szwadronu. Następnie, decyzją Sztabu Generalnego w Warszawie, został mianowany osobistym adiutantem generała Józefa Hallera. W międzyczasie brał udział w działaniach wojennych na froncie polsko-bolszewickim.
15 lipca 1921 roku, w stopniu porucznika, został zwolniony do rezerwy. W latach 20. i 30. kilkukrotnie uczestniczył w ćwiczeniach wojskowych 16 Pułku Ułanów Wielkopolskich.
Po 1921 roku zamieszkał, w otrzymanym od ojca, majątku Maliniec (był również właścicielem majątku Gosławice). W swoich dobrach prowadził hodowlę koni pełnej krwi angielskiej, które następnie sprzedawał wojsku. W latach 20. rozbudował dwór w Malińcu, dobudowując do niego piętrowe skrzydło. W planach miał jeszcze budowę drugiego skrzydła, jednak z powodu kryzysu gospodarczego, rodzinnego i II wojny światowej plany te nigdy nie zostały zrealizowane.
Nie jest wiadome czy Mieczysław Kwilecki otrzymał przydział mobilizacyjny do Wojska Polskiego. Wiadomo jednak, że tuż po wybuchu wojny polecił swoim pracownikom wywieść najcenniejsze rzeczy z majątku w bezpieczne miejsce za Wisłę. Jego podwładni nie dotarli jednak do celu, ponieważ po drodze zostali zbombardowani.
Kwilecki chciał się przedostać do swojego pułku ułanów, stacjonującego w Bydgoszczy, co ostatecznie mu się nie udało. Wraz z oddziałami Pomorskiej Brygady Kawalerii dotarł do Łucka. W rejonie Kamionki Strumiłowej dostał się do niewoli sowieckiej i był przetrzymywany w obozie w Starobielsku. Wiosną 1940 roku został zamordowany – wraz z innymi polskimi oficerami – przez funkcjonariuszy NKWD w Charkowie i pogrzebany potajemnie w bezimiennej mogile zbiorowej w Piatichatkach, gdzie od 17 czerwca 2000 roku mieści się oficjalnie Cmentarz Ofiar Totalitaryzmu w Charkowie. Figuruje na Liście Starobielskiej NKWD, pod poz. 1523.
5 października 2007 roku minister obrony narodowej Aleksander Szczygło mianował go pośmiertnie na stopień kapitana. Awans został ogłoszony 9 listopada 2007 roku w Warszawie, w trakcie uroczystości „Katyń Pamiętamy – Uczcijmy Pamięć Bohaterów”.

## Działalność społeczna
Był członkiem Związku Ziemian, Ligi Morskiej i Kolonialnej w Koninie, a także Związku Polskich Kawalerów Maltańskich. Kierował oddziałem Polskiego Towarzystwa Gimnastycznego „Sokół” w Malińcu. Pełnił funkcję prezesa OSP w Gosławicach. W 1937 roku, wraz z bratem, włączył się w działania na rzecz Funduszu Obrony Narodowej, przeznaczając na niego część dochodów z majątku. W 1935 roku utworzył oddział tzw. „Krakusów”, czyli ochotniczą formację w ramach Przysposobienia Wojskowego Konnego.

## Odznaczenia
Mieczysław Kwilecki, za zasługi na rzecz Zakonu Maltańskiego, otrzymał Krzyż Maltański „Honoris et Dewotions”. Był również odznaczony Medalem Pamiątkowym za Wojnę 1918–1921. 12 czerwca 1935 i 25 października 1937 Komitet Krzyża i Medalu Niepodległości odrzucił wniosek o nadanie mu tego odznaczenia „z powodu braku pracy niepodległościowej”.

## Życie rodzinne
9 czerwca 1921 roku wziął ślub z Marią Różą Zamoyską – córką Władysława Leona Zamoyskiego i sanitariuszką w szpitalu wojskowym Polskiego Czerwonego Krzyża podczas wojny polsko-bolszewickiej. Miał z nią czworo dzieci: Teresę Annę Marię, Gabrielę Marię, Rafała Stefana i Kazimierza Marię.

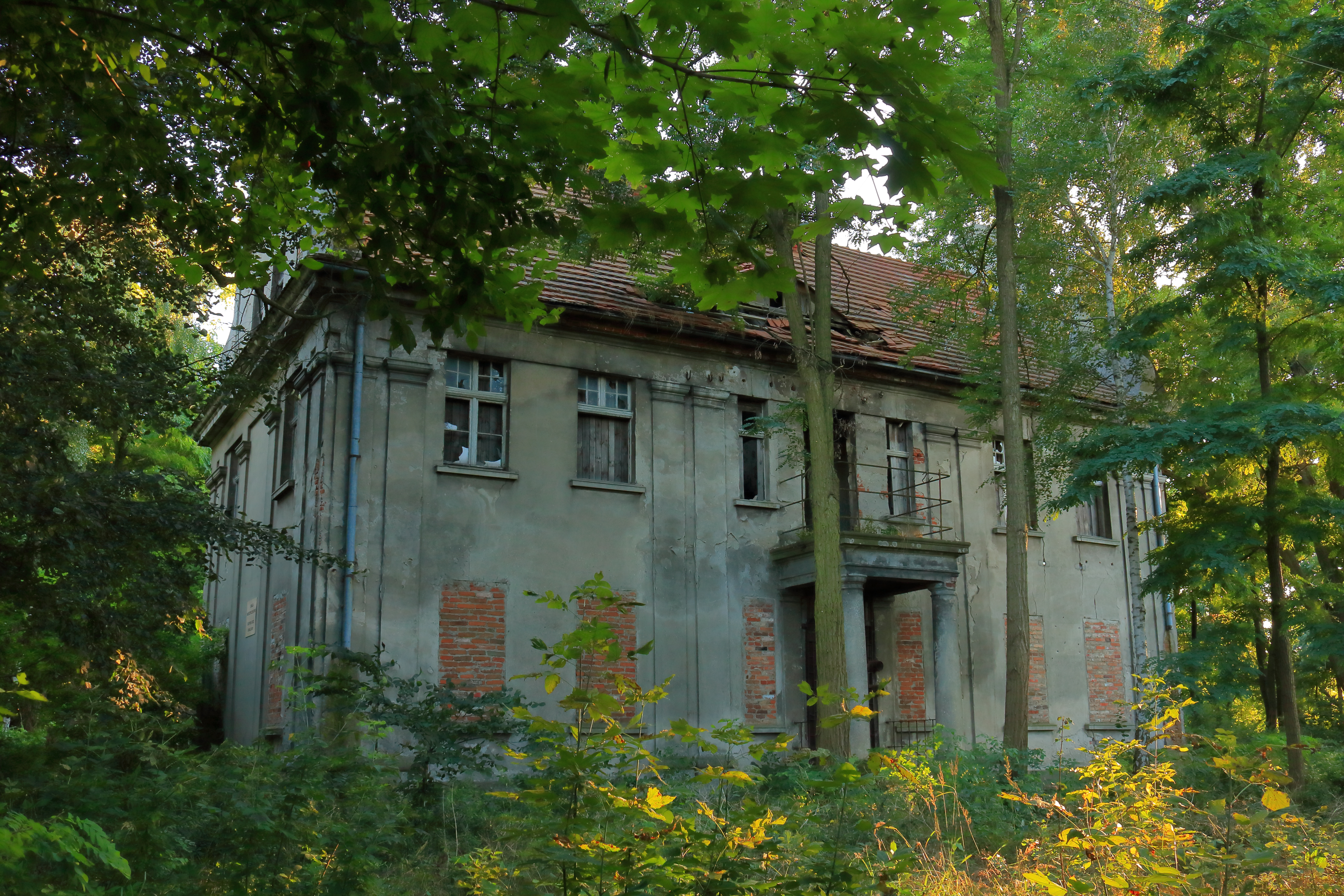
Ruiny dworu Kwileckich w Malińcu

Maria Zamoyska mieszkała wraz z mężem i dziećmi w Malińcu. Zarządzała dworskim ogrodem warzywnym, sadem, hodowlą drobiu oraz udzielała się społecznie niosąc pomoc medyczną okolicznym mieszkańcom.
Po czternastu latach małżeństwo rozpadło się. W 1936 roku Maria zabrała dzieci i wyjechała do majątku swoich rodziców w Rudzie Pilczyckiej. W późniejszym czasie zamieszkała w wynajętej willi w Rabce, m.in. z powodu dwóch dobrych szkół prywatnych, do których posłała swoje dzieci. Utrzymywała się wtedy z wynajmu pokoi turystom oraz uczniom. W 1940 roku została aresztowana przez gestapo i umieszczona w obozie koncentracyjnym Ravensbrück. Rok później, dzięki staraniom rodziny, uwolniono ją. Po powrocie z Ravensbrück Niemcy wyrzucili ją z Rudy Pilczyckiej. Jej kolejnym domem została Bąkowa Góra. W maju 1943 roku wzięła udział w gaszeniu pożaru w Bąkowej Górze. 31 maja, w wyniku poparzeń, zmarła. Pochowano ją na cmentarzu w Bąkowej Górze.

## Upamiętnienie
16 kwietnia 2010 roku na skwerze przed budynkiem Zespołu Szkół Górniczo-Energetycznych w Koninie odsłonięto kamień, na którym umieszczono tablicę upamiętniającą Mieczysława Kwileckiego.